# بوب رايت (محامي)
بوب رايت (بالإنجليزية: Bob Wright)‏ هو محامي أمريكي، ولد في 23 أبريل 1943 في هيمبستيد في الولايات المتحدة.

## وصلات خارجية
- بوب رايت على موقع IMDb (الإنجليزية)